# Claude de La Baume
Claude de La Baume (* 1534 in der Franche-Comté; † 14. Juni 1584 in Arbois) war ein Kardinal der römisch-katholischen Kirche.

## Leben
Bereits am 27. Juni 1543 als Nachfolger seines Onkels Pierre de La Baume zum Erzbischof von Besançon ernannt, empfing er erst am 10. August 1566 nach Erreichen des kanonischen Alters die Priesterweihe.
Er hatte in dieser Zeit eine Liebesbeziehung zu Nicole de Savigny, Baronesse de Fontette et de Saint-Rémy (* 1535; † 1590), der Tochter von Georges de Savigny, Seigneur de Sailly und Nicole des Marets, die 1556 und 1557 die Mätresse des Königs Heinrich II. gewesen war. Nicole de Savigny verklagte Claude de La Baume auf die Einhaltung eines Eheversprechens, was aber im Dezember 1567 von der Römischen Rota abgewiesen wurde.
Am 4. Juni 1570 empfing er die Bischofsweihe durch Kardinal Otto Truchseß von Waldburg, Mitkonsekratoren waren Antonio Elio, Titularpatriarch von Jerusalem und Galeazzo Gegald, Altbischof von Bagnoregio. Am 21. Februar 1578 erhob ihn Papst Gregor XIII. zum Kardinal und am 24. August 1580 zum Kardinalpriester mit der Titelkirche Santa Pudenziana.
Bestattet wurde er in der Kirche Saint-Just in Arbois an der Seite seines Onkels.